# Eau polymérisée
L’eau polymérisée était une forme hypothétique polymérisée d’eau qui a été un sujet de controverse scientifique à la fin des années 1960. En 1969, la presse généraliste s'y est intéressée. En 1970, des doutes sur l'authenticité de l'eau polymérisée ont commencé à se faire jour,,. À la fin de l'année 1973, il apparut clairement que l'eau polymérisée n'existait pas.
À présent, l'eau polymérisée est utilisée comme exemple de science pathologique.

## Historique

### Naissance du concept
Le physicien soviétique Nikolaï Fediakine, travaillant dans un petit laboratoire de recherche public à Kostroma, en Russie, fit des mesures sur les propriétés de l'eau après qu'elle eut été condensée et qu'elle se fut écoulée de manière répétée dans de petits tubes capillaires en verre. Certaines de ses expériences semblaient montrer que l'eau se séparait en deux phases. Alors que l'une des phases conservait les propriétés de l'eau commune, l'autre semblait être un nouvel état de l'eau qui avait un point d'ébullition plus élevé, un point de congélation plus bas et une viscosité bien plus importante que l'eau ordinaire (proche de celle d'un sirop).
Boris Deriaguine (en), directeur du laboratoire de physique des surfaces à l'Institut de chimie physique de Moscou, eut connaissance des expériences de Fediakine. Il prit de nombreuses précautions pour éviter toute contamination (capillaires en quartz, ...) et reproduisit la nouvelle forme d'eau. Il améliora la méthode. Bien qu'il ne produisit alors que de très faibles quantités du mystérieux matériau, il le fit bien plus rapidement que Fediakine. Par rapport à l'eau ordinaire, les analyses des propriétés de ce nouveau matériau montrèrent un point de congélation bien plus bas (−40 °C ou moins), un point d'ébullition de 150 °C ou plus, une masse volumique comprise entre 1 100 et 1 200 kg·m-3, une augmentation de volume avec la température et une augmentation de viscosité par un facteur de 15. Jusqu'en 1966, Deriaguine publia une dizaine d'articles sur le sujet, tous en russe, dans des journaux scientifiques soviétiques. De courts résumés furent aussi publiés en anglais dans Chemical Abstracts. Cependant, cela n'attira pas l'attention des scientifiques occidentaux.

### Diffusion du concept
En septembre 1966, Deriaguine voyagea en Angleterre à l'occasion des Discussions de la Faraday Society à Nottingham. Il y présenta son travail, et cette fois-ci, les scientifiques anglais remarquèrent ce qu'il nommait alors eau anormale. Les scientifiques anglais débutèrent alors des recherches sur ce matériau. En 1968, des recherches débutèrent aux États-Unis. En 1969, l'American National Standards Institute confirma l'expérience. La même année, le concept apparut dans les journaux et les magazines. 
En pleine guerre froide, les militaires américains craignirent d'être en retard sur le sujet de l'eau polymérisée par rapport à l'Union soviétique. Ellis R. Lippincott (université du Maryland) interpréta les spectres infrarouges comme ceux d'une forme d'eau polymérisée (polywater en anglais). 

### Controverse scientifique
Des expérimentateurs furent capables de reproduire les découvertes de Deriaguine alors que d'autres échouèrent, donnant naissance à une controverse scientifique. 
Plusieurs théories furent échafaudées pour expliquer le phénomène. Certains proposèrent que c'était la cause de l'augmentation de résistance des câbles téléphoniques transatlantiques, tandis que d'autres, dont F. J. Donahoe (collège de Wilkesen, Pennsylvanie), prédirent que si de l'eau polymérisée était mise en contact avec de l'eau ordinaire, cette eau ordinaire serait transformée en eau polymérisée, rappelant le scénario d'apocalypse du roman
Le Berceau du chat de Kurt Vonnegut : toute l'eau terrestre serait transformée en eau polymérisée, menant à un assèchement de la planète, scénario qui fut invoqué par des astronomes pour expliquer l'aridité de Vénus. Des applications pratiques furent aussi échafaudées, telles que l'utilisation comme imperméabilisant pour les textiles. Au début des années 1970, l'eau polymérisée était de notoriété publique au sein du grand public.
Pendant cette période, plusieurs personnes mirent en question l'authenticité de ce qui était maintenant connu en Occident sous le nom d'eau polymérisée. La principale préoccupation portait sur la contamination de l'eau, même si de nombreux articles scientifiques assuraient que toutes les précautions avaient été prises pour l'éviter.
Denis Rousseau (en) et Sergio Porto des Laboratoires Bell répétèrent les expériences et les publièrent en mars 1970 : les analyses révélaient une composition faite majoritairement de sodium et de chlore. Il apparut aussi qu'un article soviétique de 1968 rapportait la présence de composés organiques. Denis Rousseau analysa sa propre sueur, qu'il collecta à la suite d'un match de handball américain de son laboratoire. Il trouva qu'elle avait un spectre identique à celui de l'eau polymérisée. Il publia alors un article suggérant que l'eau polymérisée n'était rien d'autre que de l'eau avec de petites impuretés biologiques. Cette nouvelle défraya la chronique : le 27 septembre 1970, Le New-York Times ironisa : « eau polymérisée ou transpiration de chercheur ? ». La nouvelle fut aussi publiée, par exemple, le 28 septembre dans le Chemical & Engineering News et le 12 octobre dans Spiegel.

### Consensus sur l’inexistence de l'eau polymérisée
À la suite des résultats des travaux de Denis Rousseau (en) et Sergio Porto, une nouvelle vague de recherches débuta, cette fois-ci dans des conditions mieux contrôlées. Invariablement, on ne produisait plus d'eau polymérisée. Et invariablement, les analyses chimiques montraient que les échantillons d'eau polymérisée étaient contaminés par d'autres substances, expliquant ainsi les modifications des points de fusion et d'ébullition. Des examens au microscope électronique mirent en évidence la présence de petites particules solides de différentes natures, allant du silicium aux phospholipides, expliquant la plus grande viscosité. En fait, les tubes en verre et en quartz, même très propres, n'en sont pas moins poreux. Ces pores absorbent les vapeurs d'eau et de sels organiques contenus dans l'air. Les expériences qui prétendaient produire  de l'« eau polymérisée » mettaient en fait en évidence la précipitation de ces sels et des poussières microscopiques de verre ou de quartz provenant des tubes. L'utilisation de tubes en polyéthylène – non poreux – confirma le mécanisme.
Les scientifiques qui étaient partisans de l'eau polymérisée reconnurent qu'elle n'existait pas. Cela prit quelques années de plus en Union soviétique, où des scientifiques continuèrent à travailler sur le sujet. C'est en août 1973 que Deriaguine reconnut publiquement, au travers d'une lettre dans Nature, que l'eau polymérisée n'existait pas, mettant fin aux débats. Finalement, en quelques années, 400 chercheurs publièrent près de 500 articles sur le sujet.
Denis Rousseau (en) utilisa l'eau polymérisée comme un exemple typique de science pathologique, et a ensuite rapporté d'autres exemples.
Il a été suggéré que l'existence de l'eau polymérisée aurait dû être rejetée dès le départ sur des considérations théoriques. Les lois de la thermodynamique prédisaient que, puisque l'eau polymérisée avait un point de fusion plus élevée que l'eau ordinaire, cela signifiait qu'elle était plus stable, et que donc l'ensemble de l'eau contenue dans les capillaires aurait dû se transformer spontanément en eau polymérisée, et non pas seulement une partie.
Richard Feynman fit remarquer que, si un tel matériau avait existé, alors il existerait aussi un animal qui ne nécessiterait pas de nourriture. Cet animal ingèrerait uniquement de l'eau normale et excrèterait de l'eau polymérisée, utilisant pour vivre l'énergie libérée par la transformation.

## Dans la science-fiction
L'histoire Polywater Doodle par Howard L. Myers, utilisant le surnom de Dr Dolittle, fut publiée dans le numéro de février 1971 de Analog Science Fiction and Fact. Elle fait figurer un animal entièrement composé d'eau polymérisée, avec le métabolisme décrit par Richard Feynman.
L'eau polymérisée est l'idée centrale du roman d'espionnage et à suspense A Report From Group 17 par Robert C. O'Brien (1972). L'histoire est fondée sur l'utilisation d'un type d'eau polymérisée qui rend les gens contrôlables et incapables d'une pensée ou d'une action indépendante.
L'épisode de Star Trek intitulé The Naked Time décrit l'eau polymérisée comme capable d'infecter et de se propager comme un virus. Au début, les victimes touchées commencent par transpirer fortement, puis elles perdent leurs inhibitions, agissant comme si elles étaient saoules. Cette intrigue fut plus tard reprise dans la série dérivée Star Trek : La Nouvelle Génération dans l'épisode The Naked Now.